# 千德站
千德站（日语：／ Sentoku eki */?）是位於岩手縣宮古市上鼻二丁目7番1號，東日本旅客鐵道（JR東日本）的山田線車站。

## 歷史
- 1934年（昭和9年）11月6日：車站啟用[1][2]。
- 1972年（昭和47年）1月1日：結束貨物業務[2]。
- 1982年（昭和57年）11月15日：結束行李業務[3]。同日成為無人車站[4]。委托千德站愛護會負責相關業務（簡易委託）。
- 1987年（昭和62年）4月1日：伴隨國鐵分割民營化，車站由東日本旅客鐵道（JR東日本）營運[1][2]。
- 2020年（令和2年）3月14日：實施時間表修正，快速「谷灣」開始停靠此站[5]。

此站是舊日本國鐵盛岡鐵道管理局內首座簡易委託車站。在簡易委託化同時，為了填補車站收費，開設了咖啡店「驛馬車」。現時車站沒有咖啡店，不再成為簡易委託車站。

## 車站構造
車站是一座地面車站，設有1面1線的單式月台，原本設有2面3線的月台。此站是無人車站，現時的車站大樓只有簡易候車室。
曾經舊車站大樓內設有咖啡店「驛馬車」，招牌寫上了「千德民眾站」。

## 車站周邊
- 國道106號（日语：国道106号）
- 千德郵局
- 三陸自動車道、宮古西道路（日语：国道106号） 宮古中央交匯處（日语：宮古中央インターチェンジ）
- 岩手縣北巴士（日语：岩手県北バス）、東日本交通（日语：東日本交通 (岩手県)）「千德站前」巴士站

## 相鄰車站
東日本旅客鐵道（JR東日本）
■山田線
□快速「谷灣」
茂市－千德－宮古
■普通
花原市－千德－宮古

## 注腳
1. 1 2 3  曾根悟（監修）. 朝日新聞出版分冊百科編集部（編集） , 编. . 週刊朝日百科. 21号 釜石線・山田線・岩泉線・北上線・八戸線. 朝日新聞出版. 2009-12-06: 18-19 （日语）.
2. 1 2 3 4  石野哲（編）. . JTB. 1998: 499. ISBN 978-4-533-02980-6 （日语）.
3. ↑  . 官報. 1982-11-13 （日语）.
4. ↑  . 鐵道公報 (日本國有鐵道總裁室文書課). 1982-11-13: 8 （日語）.
5. ↑   (PDF) (新闻稿). 東日本旅客鉄道盛岡支社. 2019-12-13  [2019-12-14]. （原始内容 (PDF)存档于2019-12-14） （日语）.

## 外部連結
- 車站資訊（千德）：東日本旅客鐵道（日語）